# Valentin Rasputin
Valentin Grigorjevič Rasputin (rusky Валенти́н Григо́рьевич Распу́тин, 15. března 1937, Usť-Uda, Sovětský svaz – 14. března 2015) byl ruský spisovatel a politik.
Od roku 1989 byl poslanec národního shromáždění SSSR, od 1990 člen prezidentské rady.

## Dílo
- Seznam děl v Souborném katalogu ČR, jejichž autorem nebo tématem je Valentin Rasputin

V. G. Rasputin se zabýval především problematikou ruského venkova.
- Peníze pro Marii
- Poslední lhůta
- Žij a nezapomínej - Tato novela nezapadá do sovětské tvorby, hlavním hrdinou je dezertér, který se skrývá v lesích, což bylo v SSSR dlouho nedotknutelné téma.
- Loučení
- Sto let žij, sto let miluj
- Požár
- Doč Ivana, Mať Ivana (Дочь Ивана, Мать Ивана)